# Даниловский сельсовет (Пензенская область)
Даниловский сельсовет — сельское поселение в Лопатинском районе Пензенской области Российской Федерации.
Административный центр — село Даниловка.

## История
Статус и границы сельского поселения установлены Законом Пензенской области от 2 ноября 2004 года № 690-ЗПО «О границах муниципальных образований Пензенской области».

## Население
| 2002  | 2010  | 2012  | 2013  | 2014  | 2015  | 2016  |
| ----- | ----- | ----- | ----- | ----- | ----- | ----- |
| 2227  | ↘2011 | ↘1934 | ↘1876 | ↘1840 | ↘1773 | ↘1711 |
| 2017  | 2018  | 2021  |       |       |       |       |
| ↘1664 | ↘1651 | ↘1488 |       |       |       |       |

## Состав сельского поселения
| № | Населённый пункт | Тип населённого пункта       | Население |
| - | ---------------- | ---------------------------- | --------- |
| 1 | Вехово           | село                         | ↘440      |
| 2 | Даниловка        | село, административный центр | ↘1215     |
| 3 | Огаревка         | село                         | ↘278      |
| 4 | Сорокино         | село                         | ↘78       |